# Oscar za najbolje vizualne efekte
Oscar za najbolje vizualne efekte (engleski: Academy Award for Visual Effects) je Oscar koji se dodjeljuje svake godine filmu koji pokazuje najviše postignuće na polju vizualnih efekata.
Kategorija je 1939., kad je tek stvorena, dobila naziv najbolji specijalni efekti. 1963. se podijelila na dvije kategorije: najbolji vizualni efekti i najbolji zvučni efekti. Akademija je 1972. prestala dodjeljivati nagrade za vizualne efekte i počela dodjeljivati Nagrade za specijalna dostignuća. No, to se dogodilo tek u nekoliko prigoda; kategorija je ubrzo postala godišnja natjecateljska nagrada. Kategorija je ponovono doživjela promjenu 1996. kad je postala jednostavno nagrada za najbolje vizualne efekte. 2007. je odlučeno da će biti izabrano 15 filmova kako bi se postigla veća raznovrsnost, nakon čega bi se njihov broj srezao na 7 od kojih bi bila izabrana 3 nominirana.
Kako bi film bio nominiran za ovu nagradu, umjetnici efekata moraju stvoriti nešto što se ne može snimiti. Primjerice, digitalni Empire State Building ne bi film učinio podobnim jer se on može snimiti; s druge strane, digitalni prikaz antičkog Rima bi jer se on ne može snimiti.

## Dobitnici i nominirani

### 1930-e
| Godina | Film pobjednik | Nominirani |
| ------ | -------------- | --- |
| 1939.  | The Rains Came | Zameo ih vjetar Samo anđeli imaju krila The Private Lives of Elizabeth and Essex Topper Takes a Trip Union Pacific Čarobnjak iz Oza |

### 1940-e
| Godina | Film pobjednik                | Nominirani |
| ------ | ----------------------------- | --- |
| 1940.  | Bagdadski lopov               | Plava ptica Boom Town Dečki iz Syracusea Dr. Cyclops Strani dopisnik Povratak nevidljivog čovjeka Dugo putovanje kući One Million B.C. Rebecca Morski jastreb Švicarska obitelj Robinson Tajfun Žene u ratu |
| 1941.  | I Wanted Wings                | Aloma of the South Seas Flight Command Nevidljiva žena Morski vuk That Hamilton Woman Topper Returns Jenki u RAF-u                                                                                          |
| 1942.  | Požanji divlji vjetar         | Crni labud Očajničko putovanje Leteći tigrovi Nevidljivi agent Knjiga o džungli Gđa. Miniver The Navy Comes Through One of Our Aircraft is Missing Ponos Jenkija                                            |
| 1943.  | Crash Dive                    | Zračne snage Bombarder Zvijezda sjevernjača So Proudly We Hail! Stand by for Action |
| 1944.  | Trideset sekundi iznad Tokija | Pustolovine Marka Twaina Dani slave Tajna zapovijed Otkad si otišao Priča o Dr. Wassellu Wilson |
| 1945.  | Čudesna žena                  | Kapetan Eddie Spellbound They Were Expendable 1001 noć |
| 1946.  | Blithe Spirit                 | Ukradeni život |
| 1947.  | Green Dolphin Street          | Unconquered |
| 1948.  | Portret Jennie                | Duboke vode |
| 1949.  | Moćni Joe Young               | Tulsa |

### 1950-e
| Godina | Film pobjednik         | Nominirani                             |
| ------ | ---------------------- | -------------------------------------- |
| 1950.  | Odredište Mjesec       | Samson i Delila                        |
| 1951.  | Kad se svjetovi sudare |                                        |
| 1952.  | Plymouth Adventure     |                                        |
| 1953.  | Rat svjetova           |                                        |
| 1954.  | 20 000 milja pod morem | Hell and High Water Them!              |
| 1955.  | The Bridges at Toko-Ri | The Dam Busters The Rains of Ranchipur |
| 1956.  | Deset zapovijedi       | Zabrenjeni planet                      |
| 1957.  | The Enemy Below        | Duh St. Louisa                         |
| 1958.  | Tom Thumb              | Torpedo Run                            |
| 1959.  | Ben-Hur                | Put u središte Zemlje                  |

### 1960-e
| Godina | Film pobjednik          | Nominirani                   |
| ------ | ----------------------- | ---------------------------- |
| 1960.  | Vremenski stroj         | Posljednje putovanje         |
| 1961.  | Topovi s Navaronea      | Rastreseni profesor          |
| 1962.  | Najduži dan             | Pobuna na brodu Bounty       |
| 1963.  | Kleopatra               | Ptice                        |
| 1964.  | Mary Poppins            | 7 lica dr. Laoa              |
| 1965.  | Operacija Grom          | Najveća priča ikad ispričana |
| 1966.  | Fantastično putovanje   | Havaji                       |
| 1967.  | Doktor Dolittle         | Tobruk                       |
| 1968.  | 2001: Odiseja u svemiru | Ice Station Zebra            |
| 1969.  | Marooned                | Krakatoa, East of Java       |

### 1970-e
| Godina | Film pobjednik                                               | Nominirani                                       |
| ------ | ------------------------------------------------------------ | ------------------------------------------------ |
| 1970.  | Tora! Tora! Tora!                                            | Patton                                           |
| 1971.  | Bedknobs and Broomsticks                                     | Kad su dinosauri vladali Zemljom                 |
| 1972.  | Posejdonova avantura (Specijalna nagrada za dostignuće)      |                                                  |
| 1973.  | nagrada nije dodijeljena                                     |                                                  |
| 1974.  | Potres (Specijalna nagrada za dostignuće)                    |                                                  |
| 1975.  | Hindenburg (Specijalna nagrada za dostignuće)                |                                                  |
| 1976.  | King Kong i Loganov bijeg (Specijalna nagrada za dostignuće) |                                                  |
| 1977.  | Ratovi zvijezda IV: Nova nada                                | Bliski susreti treće vrste                       |
| 1978.  | Superman (Specijalna nagrada za dostignuće)                  |                                                  |
| 1979.  | Alien                                                        | 1941. Crna rupa Operacija Svemir Zvjezdane staze |

### 1980-e
| Godina | Film pobjednik                                                               | Nominirani                                            |
| ------ | ---------------------------------------------------------------------------- | ----------------------------------------------------- |
| 1980.  | Ratovi zvijezda V: Imperij uzvraća udarac (Specijalna nagrada za dostignuće) |                                                       |
| 1981.  | Otimači izgubljenog kovčega                                                  | Dragonslayer                                          |
| 1982.  | E.T.                                                                         | Blade Runner Poltergeist                              |
| 1983.  | Ratovi zvijezda VI: Povratak Jedija (Specijalna nagrada za dostignuće)       |                                                       |
| 1984.  | Indiana Jones i ukleti hram                                                  | 2010. Istjerivači duhova                              |
| 1985.  | Čahura                                                                       | Povratak u Oz Mladi Sherlock Holmes                   |
| 1986.  | Aliens                                                                       | Mala trgovina užasa Poltergeist II: Druga strana      |
| 1987.  | Unutrašnji svemir                                                            | Predator                                              |
| 1988.  | Tko je smjestio Zeki Rogeru?                                                 | Umri muški Willow                                     |
| 1989.  | Bezdan                                                                       | Pustolovine baruna Munchausena Povratak u budućnost 2 |

### 1990-e
| Godina | Film pobjednik                                    | Nominirani                                         |
| ------ | ------------------------------------------------- | -------------------------------------------------- |
| 1990.  | Totalni opoziv (Specijalna nagrada za dostignuće) |                                                    |
| 1991.  | Terminator 2: Sudnji dan                          | Vatrene kacige Kuka                                |
| 1992.  | Smrt joj dobro pristaje                           | Alien 3 Batman se vraća                            |
| 1993.  | Jurski park                                       | Cliffhanger Božićna noćna mora                     |
| 1994.  | Forrest Gump                                      | Maska Istinite laži                                |
| 1995.  | Praščić Babe                                      | Apollo 13                                          |
| 1996.  | Dan nezavisnosti                                  | Zmajevo srce Twister                               |
| 1997.  | Titanic                                           | Izgubljeni svijet: Jurski park Svemirski vojnici   |
| 1998.  | Ja ću budan sanjati                               | Armageddon Moćni Joe Young                         |
| 1999.  | The Matrix                                        | Ratovi zvijezda I: Fantomska prijetnja Stuart mali |

### 2000-e
| Godina | Film pobjednik                        | Nominirani                                                                         |
| ------ | ------------------------------------- | ---------------------------------------------------------------------------------- |
| 2000.  | Gladijator                            | Čovjek bez tijela Savršena oluja                                                   |
| 2001.  | Gospodar prstenova: Prstenova družina | Umjetna inteligencija Pearl Harbor                                                 |
| 2002.  | Gospodar prstenova: Dvije kule        | Spiderman Ratovi zvijezda II: Klonovi napadaju                                     |
| 2003.  | Gospodar prstenova: Povratak kralja   | Gospodar i ratnik: Daleka strana svijeta Pirati s Kariba: Prokletstvo Crnog bisera |
| 2004.  | Spiderman 2                           | Harry Potter i zatočenik Azkabana Ja, robot                                        |
| 2005.  | King Kong                             | Kronike iz Narnije: Lav, vještica i ormar Rat svjetova                             |
| 2006.  | Pirati s Kariba: Mrtvačeva škrinja    | Posejdon Superman - povratak                                                       |
| 2007.  | Zlatni kompas                         | Transformeri Pirati s Kariba: Na kraju svijeta                                     |
| 2008.  | Neobična priča o Benjaminu Buttonu    | Iron Man Vitez tame                                                                |
| 2009.  | Avatar                                | Distrikt 9 Zvjezdane staze                                                         |

### 2010-e
| Godina | Film pobjednik   | Nominirani                                                                                            |
| ------ | ---------------- | --- |
| 2010.  | Početak          | Alisa u zemlji čudesa Harry Potter i Darovi smrti - prvi dio Život poslije života Iron Man 2          |
| 2011.  | Hugo             | Harry Potter i Darovi smrti 2. dio Pravi čelik Planet majmuna: Postanak Transformeri 3                |
| 2012.  | Pijev život      | Osvetnici Hobit: Neočekivano putovanje Prometej Snjeguljica i lovac                                   |
| 2013.  | Gravitacija      | Hobit: Smaugova pustoš Iron Man 3 Usamljeni osvetnik Zvjezdane staze: U tami                          |
| 2014.  | Interstellar     | Kapetan Amerika: Ratnik zime Planet majmuna: Revolucija Čuvari galaksije X-Men: Dani buduće prošlosti |
| 2015.  | Ex Machina       | Pobješnjeli Max: Divlja cesta Marsovac Povratnik Ratovi zvijezda: Sila se budi                        |
| 2016.  | Knjiga o džungli | Pakao na horizontu Doktor Strange Kubo i čarobni mač Rogue One: Priča iz Ratova zvijezda              |